# Raye
Rachel Agatha Keen (nascuda el 24 d'octubre de 1997), coneguda amb el nom artístic de Raye, és una cantant i compositora anglesa. Va començar a ser coneguda quan va fitxar per la discogràfica Polydor, i per les seves col·laboracions el 2016 amb Jonas Blue (By Your Side) i Jax Jones (You Don't Know Me). També se'n va parlar als mitjans quan va marxar de Polydor perquè suposadament la discogràfica no volia publicar el seu àlbum de debut.
El seu àlbum de debut, My 21st Century Blues (2023) es va publicar de forma independent amb èxits comercial i de crítica, i va guanyar sis Brit Awards en total, inclòs l'Àlbum Britànic de l'Any a la cerimònia de 2024. El senzill extret de l'àlbum, "Escapism" es va fer viral a TikTok abans de ser la seva primera cançó que arribava al número 1 de les llistes britàniques de senzills. També va entrar al Billboard Hot 100 dels Estats Units. L'any 2024, va rebre nominacions a tres Premis Grammy, incloent el de Millor Artista Nou. També va ser inclosa a la llista 100 Women de 2024 de la BBC.
Raye també ha compost cançons per a altres artistes, com Beyoncé, Little Mix, Rihanna, David Guetta, John Legend i Ellie Goulding.

## Primers anys
El seu nom de naixement és Rachel Agatha Keen on 24 October 1997 i és del districte de Tooting, a Londres. La seva mare és ghanesa-suïssa i treballa en salut mental, i el seu pare és anglès, de Yorkshire. El segon nom de Raye és el nom de la seva àvia. De nena, cantava cançons gospel en una església on el seu pare era director musical i la mare cantava al cor.
Després, es va traslladar a Croydon, on va estudiar primària i secundària. Als 14 anys va anar a la BRIT School, una escola especialitzada en formar talents artístics, però va plegar-ne al cap de dos anys perquè s'hi sentia "confinada... malgrat aprendre molt". Keen va passar la major part dels seus anys d'adolescència aprenent a compondre cançons professionalment en sessions d'estudi els caps de setmana. La germana petita de Raye, Abby Lynn Keen, també és cantant i compositora, i el seu nom artístic és Absolutely.

## Carrera

### 2014–2019: principis i primers èxits
El desembre de 2014, als 17 anys, Raye va publicar el seu EP de debut Welcome to the Winter. Raye va publicar els senzils "Flowers" i "Alien" el febrer i abril de 2015, respectivament, l'últim en col·laboració amb el cantant de rap londinenc Avelino.
L'agost de 2016, Raye va publicar el seu segon EP, Second. Abans de l'EP havia tret els senzills promocionals "Distraction" i "Ambition", aquest últim amb el cantant de rap Stormzy. "I, U, Us" es va publicar com a senzill principal de l'EP l'octubre de 2016. Es va treure un vídeo dirigit pel cantant britànic Charli XCX. També es va publicar un vídeo d'una interpretació en directe de la cançó "Shhh" el novembre de 2016. Aquell mateix any, va col·laborar en el senzill de Jonas Blue "By Your Side" que va arribar al número 15 de la llista britànica de senzills. També va col·laborar en el senzill de Jax Jones "You Don't Know Me" el desembre de 2016. La cançó, composta en part per la mateixa Raye, va arribar al número 3 de les llistes britàniques i ha obtingut la certificació de platí per BPI.
El febrer de 2017, Raye va actuar en el seu primer concert com a artista principal al local XOYO de Londres. Raye va interpretar juntament amb Starrah la pista "Dreamer" de la mixtape Number 1 Angel de Charli XCX, que es va publicar el març de 2017. Els senzills "The Line" i "Sober (Stripped)" es van publicar el maig i l'agost, respectivament. El novembre, Raye va publicar "Decline" (en col·laboració amb Mr Eazi), que va arribar al número 15 de les llistes britàniques i s'ha certificat com a platí.
El febrer de 2018, Raye va publicar el senzill "Cigarette" (amb Mabel i Stefflon Don). La cançó va arribar al número 41 de la llista de senzills i va obtenir la certificació de platí de BPI. El març de 2018, Raye va col·laborar amb Kojo Funds i va publicar "Check" que va arribar al número 26 al Regne Unit i està certificat com a Or. Tant "Decline" com "Cigarette" apareixerien al tercer EP de Raye, titulat Side Tape, que va sortir el maig de 2018. Aquell mateix mes va sortir el vídeo del senzill promocional "Confidence" (amb Maleek Berry i Nana Rogues). El mateix 2018, Raye va publicar el senzill "Friends", que va arribar al número 66 al Regne Unit. El setembre de 2018, Raye va fer de telonera a l'etapa europea de la gira de la Halsey. L'octubre de 2018, Raye va començar la seva pròpia gira com a artista principal, visitant unes quantes ciutats del Regne Unit i Irlanda.
El febrer de 2019, Raye va col·laborar en la cançó "Tipsy" d'Odunsi. L'abril de 2019, es va anunciar que Raye seria la telonera de Khalid a la seva gira mundial Free Spirit la tardor de 2019, juntament amb Mabel. Raye va col·laborar amb David Guetta al senzill "Stay (Don't Go Away)", que es va publicar el maig de 2019 i va arribar al número 41 de la llista britànica de senzills. Es va anunciar que era coautora de la cançó Bigger de la cantant americana Beyoncé, que sortia a l'àlbum de banda sonora The Lion King: The Gift, publicat el juliol de 2019. L'agost de 2019, Raye va publicar el senzill "Love Me Again", i després una remescla de la cançó amb Jess Glynne. El senzill va arribar al número 55 de les llistes britàniques i té la certificació de Plata. Una altra col·laboració amb Guetta, "Make It to Heaven", es va publicar el novembre de 2019 amb el productor Morten.

### 2020–2021:Euphoric Sad Songsi sortida de Polydor
"Tequila" es va editar com a senzill en col·laboració amb els DJs Jax Jones i Martin Solveig el febrer de 2020. La cançó va arribar al número 21 de les llistes britàniques i va entrar al top 20 d'Irlanda i Escòcia. La pista va rebre la certificació d'Or al Regne Unit. Una col·laboració amb el DJ Regard titulada "Secrets" es va publicar l'abril de 2020. La cançó va arribar al número 6 de les llistes britàniques a va ser el número 1 de la llista Dance del Regne Unit. La cançó també va arribar al top 10 a Irlanda i Escòcia, així com a la llista Dance/Electronic del Billboard als Estats Units. "Secrets" va entrar en llistes en força països com els Països Baixos, França i Alemanya, suposant la primera aparició en llistes de Raye com a artista principal. El juliol de 2020, Raye va editar el senzill "Natalie Don't".
El novembre de 2020, Raye va publicar el seu primer mini-àlbum, Euphoric Sad Songs, que continua cançons ja conegudes com "Love Me Again", "Please Don't Touch", "Secrets", i "Natalie Don't" més els nous senzills "Love of Your Life" i el cinquè senzill oficial de l'àlbum, "Regardless" (amb Rudimental). Aquest últim senzill va entrar al top 40 del Regne Unit i també a la llista americana de Dance/Electronic. El projecte té com a tema principal les "set fases del dol" i Raye va declarar que va escriure l'àlbum durant cada etapa del dol, aprofitant el procés creatiu per alleujar el seu cor trencat.
Un senzill en col·laboració, "Bed" amb Joel Corry i David Guetta, es va publicar el febrer de 2021. La cançó va arribar al número tres de les llistes britàniques, convertint-se en el senzill de Raye com a artista principal que arribava més amunt fins al moment. El juny de 2021, Raye va publicar el senzill "Call On Me", que havia de ser el senzill inicial del seu primer àlbum d'estudi. Raye va ser coautora i coproductora de la cançó "Let Them Know" de Mabel, que va sortir el mateix mes.
Aquell mateix mes, Raye va revelar que la seva discogràfica, Polydor Records, havia retingut el seu àlbum de debut durant uns quants anys. La seva declaració va rebre suport d'altres artistes com Charli XCX, MNEK, i Rina Sawayama. Després de la declaració, Raye va fer una aturada i el juliol de 2021 va anunciar que s'havia separat de Polydor per treballar com a artista independent. Raye va acabar l'any actuant en la seva gira Euphoric Sad Show com a artista principal pel Regne Unit i Irlanda.

### 2022–present:My 21st Century Bluesi reconeixement internacional
El juny de 2022, Raye va publicar el senzill "Hard Out Here", el seu primer llançament com a artista independent. El segon senzill, "Black Mascara", va sortir l'agost de 2022 i fou seguit pel llançament d'un doble senzill, "Escapism" (amb la col·laboració de 070 Shake), i "The Thrill is Gone" l'octubre de 2022. Tots els senzills van entrar a formar l'àlbum de debut en estudi de Raye, My 21st Century Blues, que es va publicar el febrer de. L'àlbum va arribar al número dos de la llista d'àlbums britànica, per darrere de Queen of Me de Shania Twain. Per promocionar l'àlbum, Raye va fer una mini gira anomenada The Story So Far, que va suposar les seves primeres actuacions com a artista principal a Europa i Nord-amèrica. Després va seguir la gira My 21st Century Blues Tour, que va començar el febrer de 2023. El desembre de 2022, després que la cançó s'hagués fet viral en diferents plataformes de streaming, "Escapism" va pujar a les deu primeres posicions de la llista de senzills britànica, arribant al número u la primera setmana de 2023, que va suposar el senzill de més èxit de Raye i el primer que arribava al número u de les llistes del seu país. Als Estats Units, "Escapism" es va convertir en la primera cançó de Raye que entrava al Billboard Hot 100, arribant al número 22. La cançó també va entrar en llistes internacionals, convertint-se en la cançó de més èxit de la seva carrera en uns quants territoris.
El gener de 2023, Raye va fer de telonera a la gira Broken by Desire to Be Heavenly Sent, de Lewis Capaldi al Regne Unit i Irlanda. El febrer de 2023 va actuar per primera vegada en un programa de televisió americà a The Late Show with Stephen Colbert. Raye va participar en la gira Red Moon in Venus de Kali Uchis, que va ser d'abril a maig a Nord-amèrica, i en la segona etapa de la gira Sos Tour de SZA el juny. Aquell mateix mes, va actuar al Festival de Glastonbury 2023. L'octubre de 2023, Raye va publicar My 21st Century Symphony, una interpretació en directe de cançons del seu àlbum de debut gravada al Royal Albert Hall de Londres, amb la Heritage Orchestra i el Flames Collective, una coral de gospel de 30 persones.
El març de 2024, Raye va interpretar un popurri d'alguns dels seus èxits als BRIT Awards, on va guanyar sis dels set premis per als quals havia estat nominada, inclòs Artista de l'Any, batent el rècord de més premis guanyats per un artista en una nit en la història dels BRIT Awards. Va ser una de les compositores de la cançó "Riiverdance", de l'àlbum de Beyoncé inspirat en la música country Cowboy Carter (2024). El 6 d'abril de 2024, Raye va aparèixer en qualitat de convidat musical a Saturday Night Live, presentada per la Kristen Wiig; va interpretar "Escapism" i "Worth It", i també va estrenar una cançó encara no publicada, que va rebre el títol provisional de "Let There Be Light" segons la premsa especialitzada, fins que al final es va publicar com el senzill Genesis el 7 de juny.
El 25 de maig, va actuar com a artista principal al festival BBC Radio 1's Big Weekend a Luton. Es va anunciar que seria telonera de la gira The Eras Tour de la Taylor Swift a l'actuació final a l'Estadi de Wembley. El 13 de setembre, Raye va publicar el seu segon àlbum en directe, titulat "Live at Montreux Jazz Festival". Raye va ser nominada per primer cop als Premis Grammy el novembre de 2024, entre ells el de "Millor Artista Nou" i "Compositor de l'Any, no-clàssic".

## Influències
Raye va créixer escoltant artistes de R&B i neo soul com Jill Scott, Frank Ocean i Lauryn Hill, i grups d'indie rock com Tame Impala i Bombay Bicycle Club. També ha expressat admiració per Beyoncé, Adele, Lady Gaga, Ella Fitzgerald i Nina Simone.

## Vida privada
Raye s'identifica com a cristiana i diu que la seva fe l'ha ajudat a superar les seves lluites personals. En una entrevista amb la revista Rolling Stone UK, Raye va revelar que havia tingut problemes de dismorfofòbia, addicció, un trastorn de comportament alimentari, i ansietat. En una entrevista diferent per a la BBC, Raye va revelar que un productor discogràfica l'havia agredida sexualment a principis de la seva carrera.

## Discografia
- My 21st Century Blues (2023)

## Reconeixements
El 2019, Raye va rebre un premi BMI Film & TV per la seva "qualitat artística innovadora, visió creativa i impacte sobre el futur de la música". Té certificades més de deu milions de vendes al Regne Unit. També ha guanyat un premi Brits Billion Award—sent-ne una de les primeres a rebre'l—així com un premi Ivor Novello, MOBO, sis Brit Awards—convertint-se en la primera dona que guanyava "Compositor de l'Any", i un Global Award. També va guanyar el premi a l'àlbum de l'any als Brit Awards de 2024. En cinc altres premis que va guanyar, Raye va batre el rècord de victòries i nominacions per un sol artista en un sol any. El desembre de 2024, Raye fou inclosa a llista 100 Women de la BBC.